# Kerekes Tamás
Kerekes Tamás (Budapest, 1957–) magyar író, kritikus, tanár. Szolnokon él.

## Életrajz
2000-ben kapta meg a Világ legrosszabb tanára címet, azóta örökségéből és írásaiból él. Az irodalmi életbe 2004-ben kapcsolódott be. Elsősorban a Magyarországon frissen megjelent magyar nyelvű könyvekre hívta fel a figyelmet külföldi lapok magyar nyelvű orgánumaiban (Kárpátinfo, Vajdaságportál, Transindex.ro, Erdélyi Riport, Cafe Főnix, Lenolaj,  Kanadai Rádió, Tetőn(Erdély) Amerikai Népszava) többször lett a HVG által indított Goldenblog-verseny középdöntőse. Mintegy 200 online orgánum közölte az írásait. Nyomtatott folyóiratok is közlik írásait: Polisz, Napkút, Kapu, Irodalmi Jelen, Budapest Bristol, Nyugat ma.Börzsönyi Helikon, Librarius. Több évig munkatársa volt A Gépnarancs nevű orgánumnak. Írásai számos antológiában megjelentek már. A vaginaízű fagylalt c. kötete megjelenése után a Pornóenciklopédia c. kötetén dolgozik. Jelenleg az újrainduló Nyugat novellistája.

## Művei
- Irokézia (Cyberbooks Kiadó) (Megtalálható a Magyar Elektronikus Könyvtárban)
- Az eltűnt ütő nyomában (Bíbor Kiadó)
- Rájdersz Dögleszt (Bíbor Kiadó)
- Reflexiók (Rentz Mátyással) (Saluton Kiadó)
- Árnyék a jég alatt (HolnapMagazin)
- A világ legtitokzatosabb embere (elektronikus kézirat a vfmk.hu honlapján)
- A vaginaízű fagylalt (HolnapMagazin)
- A SvájciBicska esete a TóthMarival (Megtalálható a Magyar Elektronikus Könyvtárban)
- Úrinőtől kapott tripper nehezebben gyógyul (Megtalálható a Magyar Elektronikus Könyvtárban)
- Elmebetegek kézikönyve-Kerekes Tamás-Várhegyi Tibor   DIGI-BOOK.hu  2013
- A SvájciBicska esete a Tóth Marival                   Digi-Book.hu  2013
- Holt Költők Társulata                                 Digi Book.hu  2013
- Úrinőtől kapott tripper nehezebben gyógyul            Digi Book.hu  2013

Link Floyd interjút kér                                    DIGI BOOK      2014
Idegen a síromban                                          Adamobooks Kiadó, 2015
Az Auschwitzi fényképész
Magyar Elektronikus Könyvtár
Először a lámpát!
Magyar Elektronikus Könyvtár
Felváltva dolgozik az Okos nőt szeretni pederasztának való gyönyörűség és a II. Priusz emlékiratai c. könyvén.
Kerekes Tamás 2015-ben megjelent könyvei a Book and Walk Könyvkiadónál:
II. Priusz emlékiratai
Szegény ember vízzel főz, maga csinálja a gyereket
Okos nőt szeretni pederasztának való gyönyörűség
Idegen a síromban

## Díjak
2008-ban a FISZ (Fiatal Írók Szövetsége) által meghirdetett regénypályázat harmadik helyezettje. A zsűri azonban visszavonta a díjat a szerző életkora miatt, mert csak a harmincöt év alattiakat díjazhatták.

## Külső hivatkozások
- Kerekes Tamás blogja
- A SvájciBicska esete a TóthMarival (MEK)
- Úrinőtől kapott tripper nehezebben gyógyul (MEK)
- E-könyvek